# Liste der Kulturdenkmale in Pforzheim-Südweststadt
In der Liste der Kulturdenkmale in Pforzheim-Südweststadt werden alle unbeweglichen Bau- und Kunstdenkmale in der Pforzheimer Südweststadt aufgelistet, die in der städtischen „Liste der Kulturdenkmale“ geführt sind.

## Liste
| Bild           | Bezeichnung                                                       | Lage | Datierung                   | Beschreibung              | ID |
| -------------- | ----------------------------------------------------------------- | --- | --------------------------- | ------------------------- | -- |
|                | Gedenkstein                                                       | Auerbrückenstein (Flst.-Nr. 1054/1 Lindenplatz)                                                                                         | 1563                        | Geschützt nach § 2 DSchG  |    |
|                | Ehemalige Villa Mayer                                             | Bichlerstraße 2 (Flst.-Nr. 6404/9) | 1910                        | Geschützt nach § 2 DSchG  |    |
|                | Ehemalige Villa Falk                                              | Bichlerstraße 4 (Flst.-Nr. 6404/2) | 1904                        | Geschützt nach § 2 DSchG  |    |
|                | Ehemalige Villa Katz                                              | Bichlerstraße 6 (Flst.-Nr. 6404/7) | 1905                        | Geschützt nach § 2 DSchG  |    |
|                | Villa mit Garteneinfriedungen                                     | Bichlerstraße 8 (Flst.-Nr. 6404/6) | 1908                        | Geschützt nach § 2 DSchG  |    |
|                | Ehemalige Villa Dr. Brinkmann                                     | Bichlerstraße 12 (Flst.-Nr. 6404/1) | 1897                        | Geschützt nach § 2 DSchG  |    |
|                | Villa                                                             | Bichlerstraße 13 (Flst.-Nr. 6431/3) | 1884                        | Geschützt nach § 2 DSchG  |    |
|                | Wohnhaus                                                          | Bichlerstraße 17 (Flst.-Nr. 6431/1) | 1899                        | Geschützt nach § 2 DSchG  |    |
|                | Löwenplastik                                                      | Bleichstraße 27 (Flst.-Nr. 1216/1) | 1952                        | Geschützt nach § 2 DSchG  |    |
|                | Wohngeschäftshaus                                                 | Bleichstraße 70 (Flst.-Nr. 1478/3) | 1904                        | Geschützt nach § 2 DSchG  |    |
|                | Wohngeschäftshaus                                                 | Bleichstraße 72 (Flst.-Nr. 1480/14) | 1909                        | Geschützt nach § 2 DSchG  |    |
| Weitere Bilder | Ehemalige Schmuckfabrik Kollmar & Jourdan                         | Bleichstraße 77/81 (Flst.-Nr. 1461/1, 1461/12)                                                                                          | 1901–10                     | Geschützt nach § 2 DSchG  |    |
|                | Gruppe von zwei Stadtwohnhäusern                                  | Bleichstraße 80, 82 (Flst.-Nr. 1480/18, 1480/16)                                                                                        | 1909                        | Geschützt nach § 2 DSchG  |    |
|                | Stadtwohnhaus mit Gastwirtschaft                                  | Bleichstraße 88 (Flst.-Nr. 1480/2) | 1905                        | Geschützt nach § 2 DSchG  |    |
|                | Stadtwohnhaus                                                     | Bleichstraße 90 (Flst.-Nr. 1480/4) | 1905                        | Geschützt nach § 2 DSchG  |    |
|                | Achtteilige Stadtwohnhausgruppe                                   | Bleichstraße 92/92a/94, 96/98, 100/102, 104/106 (Flst.-Nr. 1480/25, 1480/5, 1480/7, 1480/8, 1480/9, 1480/13, 1480/16, 1480/11, 1480/12) | 1905–07                     | Geschützt nach § 2 DSchG  |    |
|                | Zweiteilige Wohnhausgruppe mit Vorgärten                          | Bleichstraße 108/110 (Flst.-Nr. 1480/21, 1480/6)                                                                                        | 1908                        | Geschützt nach § 2 DSchG  |    |
|                | Bichlerstein                                                      | Davosweg (Karte) | 1901                        | Geschützt nach § 2 DSchG  |    |
|                | Siegel-Gedenkstein                                                | Davosweg | 1883                        | Geschützt nach § 2 DSchG  |    |
|                | Gedenkstein zur Anlegung des Davoswegs                            | Davosweg | 1883                        | Geschützt nach § 2 DSchG  |    |
|                | Bichlerstein                                                      | Davosweg | 1899                        | Geschützt nach § 2 DSchG  |    |
| Weitere Bilder | Knieender Jüngling                                                | Dillsteiner Straße (Flst.-Nr. 486) | um 1917                     | Geschützt nach § 2 DSchG  |    |
|                | Treppenanlage                                                     | Edisonstaffel (Flst.-Nr. 6832) | um 1912                     | Geschützt nach § 2 DSchG  |    |
|                | Wohnhaus Dr. Witzenmann mit Garage, Gartenanlage und Bungalow     | Etivalstraße 33/35 (Flst.-Nr. 21265, 21265/4, 21265/2)                                                                                  | 1957                        | Geschützt nach § 2 DSchG  |    |
|                | Wohndoppelhaus mit Vorgarteneinfriedung                           | Friedenstraße 10/12 (Flst.-Nr. 6359/1, 6359)                                                                                            | 1906                        | Geschützt nach § 2 DSchG  |    |
|                | Wohndoppelhaus mit Vorgarteneinfriedung                           | Friedenstraße 14/16 (Flst.-Nr. 6358/2, 6358/1)                                                                                          | 1900                        | Geschützt nach § 2 DSchG  |    |
|                | Ehemalige Villa Zügel mit Vorgarteneinfriedung                    | Friedenstraße 18 (Flst.-Nr. 6358) | 1907                        | Geschützt nach § 2 DSchG  |    |
|                | Wohndoppelhaus mit Vorgarteneinfriedung                           | Friedenstraße 39/41 (Flst.-Nr. 6374/8, 6374/7)                                                                                          | 1905                        | Geschützt nach § 2 DSchG  |    |
|                | Wohnhaus mit Vorgarteneinfriedung                                 | Friedenstraße 40 (Flst.-Nr. 6374/2) | 1905                        | Geschützt nach § 2 DSchG  |    |
|                | Wohnhaus mit Vorgarten                                            | Friedenstraße 43 (Flst.-Nr. 6397/1) | 1913                        | Geschützt nach § 2 DSchG  |    |
|                | Wohndoppelhaus                                                    | Friedenstraße 44/46 (Flst.-Nr. 6374/4, 6374/5)                                                                                          | 1906                        | Geschützt nach § 2 DSchG  |    |
|                | Wohndoppelhaus mit Vorgarteneinfriedung                           | Friedenstraße 47/49 (Flst.-Nr. 6413/1, 6413/2)                                                                                          | 1909                        | Geschützt nach § 2 DSchG  |    |
|                | Wohnhaus mit Vorgarteneinfriedung                                 | Friedenstraße 48 (Flst.-Nr. 6374/6) | 1910                        | Geschützt nach § 2 DSchG  |    |
|                | Villa mit Vorgarteneinfriedung                                    | Friedenstraße 55 (Flst.-Nr. 6417) | 1906                        | Geschützt nach § 2 DSchG  |    |
|                | Villa mit Vorgarteneinfriedung                                    | Friedenstraße 56 (Flst.-Nr. 6386/1) | 1907                        | Geschützt nach § 2 DSchG  |    |
|                | Ehemalige Villa Rodi                                              | Friedenstraße 57 (Flst.-Nr. 6417/1) | 1906                        | Geschützt nach § 2 DSchG  |    |
|                | Villa mit Vorgarteneinfriedung und Gartenpavillon                 | Friedenstraße 59 (Flst.-Nr. 6419/3) | 1909                        | Geschützt nach § 2 DSchG  |    |
|                | Ehemalige Villa Carl Ballin mit Vorgarteneinfriedung              | Friedenstraße 60 (Flst.-Nr. 6388/2) | 1911                        | Geschützt nach § 2 DSchG  |    |
|                | Wohndoppelhaus mit Vorgarteneinfriedung                           | Friedenstraße 61/63 (Flst.-Nr. 6419/4, 6419/5)                                                                                          | 1909                        | Geschützt nach § 2 DSchG  |    |
|                | Ehemalige Villa Knoll mit Vorgarteneinfriedung                    | Friedenstraße 62 (Flst.-Nr. 6388/3) | 1914                        | Geschützt nach § 2 DSchG  |    |
|                | Wohnhaus mit Vorgarteneinfriedung                                 | Friedenstraße 64 (Flst.-Nr. 6389) | 1908                        | Geschützt nach § 2 DSchG  |    |
|                | Wohndoppelhaus mit Vorgarteneinfriedung                           | Friedenstraße 65/67 (Flst.-Nr. 6420, 6420/1)                                                                                            | 1910                        | Geschützt nach § 2 DSchG  |    |
|                | Zwei Villen mit Vorgarteneinfriedungen                            | Friedenstraße 68, 70 (Flst.-Nr. 6391, 6391/1)                                                                                           | 1914                        | Geschützt nach § 2 DSchG  |    |
|                | Ehemalige Villa Ludwig Ballin                                     | Friedenstraße 69 (Flst.-Nr. 6420/2) | 1909                        | Geschützt nach § 2 DSchG  |    |
|                | Villa mit Vorgarteneinfriedung                                    | Friedenstraße 72 (Flst.-Nr. 6392) | 1907                        | Geschützt nach § 2 DSchG  |    |
|                | Ehemalige Villa Armbruster mit Vorgarteneinfriedung               | Friedenstraße 77 (Flst.-Nr. 6423) | 1907                        | Geschützt nach § 2 DSchG  |    |
|                | Zwei Villen mit Vorgarteneinfriedungen                            | Friedenstraße 80, 82 (Flst.-Nr. 6393/1, 6394)                                                                                           | 1911                        | Geschützt nach § 2 DSchG  |    |
|                | Wohnhaus mit Vorgarteneinfriedung                                 | Friedenstraße 81 (Flst.-Nr. 6432) | 1912                        | Geschützt nach § 2 DSchG  |    |
|                | Villa mit Vorgarteneinfriedung                                    | Friedenstraße 84 (Flst.-Nr. 22977) | 1912                        | Geschützt nach § 2 DSchG  |    |
|                | Ehemalige Villa Wagner mit Vorgarteneinfriedung                   | Friedenstraße 86 (Flst.-Nr. 22976) | 1923                        | Geschützt nach § 2 DSchG  |    |
|                | Ehemalige Villa Trunk mit Vorgarten                               | Friedenstraße 87 (Flst.-Nr. 20814) |                             | Geschützt nach § 2 DSchG  |    |
|                | Villa mit Vorgarteneinfriedung                                    | Friedenstraße 95 (Flst.-Nr. 20814/4) | 1922                        | Geschützt nach § 2 DSchG  |    |
|                | Villa mit Vorgarteneinfriedung                                    | Friedenstraße 96 (Flst.-Nr. 22987/1) | 1926                        | Geschützt nach § 2 DSchG  |    |
|                | Villa mit Vorgarteneinfriedung                                    | Friedenstraße 97 (Flst.-Nr. 20814/5) | 1922                        | Geschützt nach § 2 DSchG  |    |
|                | Villa mit Vorgarteneinfriedung                                    | Friedenstraße 98 (Flst.-Nr. 22966) | 1922                        | Geschützt nach § 2 DSchG  |    |
|                | Villa mit Vorgarteneinfriedung                                    | Friedenstraße 99 (Flst.-Nr. 20814/6) | 1923                        | Geschützt nach § 2 DSchG  |    |
|                | Villa mit Vorgarten                                               | Friedenstraße 101 (Flst.-Nr. 20814/7)                                                                                                   | 1927                        | Geschützt nach § 2 DSchG  |    |
|                | Gruppe von drei Villen mit Vorgärten                              | Friedenstraße 103, 105, 107 (Flst.-Nr. 20814/8, 20814/9, 20814/10)                                                                      | 1921                        | Geschützt nach § 2 DSchG  |    |
|                | Ehemalige Villa Neumayer mit Vorgarteneinfriedung                 | Friedenstraße 111 (Flst.-Nr. 22933) | 1923                        | Geschützt nach § 2 DSchG  |    |
|                | Gruppe von zwei Stadtwohndoppelhäusern                            | Genossenschaftsstraße 77/79, 80/82 (Flst.-Nr. 6283/2, 6283/1, 6282/1, 6282/1)                                                           | 1898                        | Geschützt nach § 2 DSchG  |    |
|                | Gruppe von drei Stadtwohnhäusern                                  | Glümerstraße 1/3 / Mathystraße 1 (Flst.-Nr. 6338, 6338/1, 6338/2)                                                                       | 1902                        | Geschützt nach § 2 DSchG  |    |
|                | Ehemaliges evangelisches Pfarrhaus der Johannisgemeinde           | Glümerstraße 2 (Flst.-Nr. 6360) | 1912                        | Geschützt nach § 2 DSchG  |    |
|                | Gruppe von zwei Stadtwohndoppelhäusern                            | Glümerstraße 9/11, 13 / Lameystraße 12                                                                                                  |                             | Geschützt nach § 2 DSchG  |    |
| Weitere Bilder | Evangelische Auferstehungskirche Bartning´sche Notkirche          | Goebenstraße 2 (Flst.-Nr. 22912) | 1948                        | Geschützt nach § 28 DSchG |    |
|                | Ehemalige Villa Goldbaum mit Vorgarten                            | Gravelottestraße 5 (Flst.-Nr. 22974) | 1926                        | Geschützt nach § 2 DSchG  |    |
| Weitere Bilder | Reuchlinhaus                                                      | Jahnstraße 42 (Flst.-Nr. 1443/7) | 1961                        | Geschützt nach § 12 DSchG |    |
| Weitere Bilder | Katholische Herz-Jesu-Kirche                                      | Jörg-Ratgeb-Straße 7 (Flst.-Nr. 562/1)                                                                                                  | 1929                        | Geschützt nach § 2 DSchG  |    |
|                | Gruppe von sechs Stadtwohnhäusern                                 | Kallhardtstraße 40, 42/44, 46/48, 50 (Flst.-Nr. 6532/15, 6532/14, 6532/13, 6532/12, 6532/11, 6532/10)                                   | 1898                        | Geschützt nach § 2 DSchG  |    |
|                | Gruppe von fünf Stadthäusern                                      | Kallhardstraße 52, 54, 56, 58, 60 (Flst.-Nr. 6541, 6540, 6539, 6538, 6537)                                                              | 1873                        | Geschützt nach § 2 DSchG  |    |
|                | Treppenanlage                                                     | Kanalstaffel (Flst.-Nr. 1449/1) | 1898                        | Geschützt nach § 2 DSchG  |    |
|                | Ehemalige Schmuckfabrik E. G. Bek mit Einfriedung                 | Lameystraße 2–6 / Schwarzwaldstraße 7 (Flst.-Nr. 6347/1)                                                                                | 1903                        | Geschützt nach § 2 DSchG  |    |
|                | Stadtwohnhaus                                                     | Lameystraße 14 (Flst.-Nr. 6352/2) | 1906                        | Geschützt nach § 2 DSchG  |    |
|                | Sechsteilige Stadtwohnhausgruppe                                  | Lameystraße 29–33a / Lisainestraße 6–8 (Flst.-Nr. 6399/3, 6399/2, 6399/4, 6399/5, 6399/6, 6399/7)                                       | 1909                        | Geschützt nach § 2 DSchG  |    |
|                | Ehemalige Villa Schütt mit Hangmauern und Einfriedung             | Lameystraße 35 (Flst.-Nr. 6401/8) | 1924                        | Geschützt nach § 2 DSchG  |    |
|                | Stadtwohnhaus mit Vorgarteneinfriedung                            | Lameystraße 36 (Flst.-Nr. 6397/9) | 1912                        | Geschützt nach § 2 DSchG  |    |
|                | Gruppe von drei Stadtwohndoppelhäusern mit Vorgärten              | Lameystraße 40/42 / Obere Rodstraße 11/11a, 13/15 (Flst.-Nr. 6409/8, 6409/9, 6409/7, 6409/6, 6409/5, 6409/4)                            | 1911                        | Geschützt nach § 2 DSchG  |    |
|                | Stadtwohnhaus mit Vorgarten                                       | Lameystraße 41 (Flst.-Nr. 6401/4) | 1912                        | Geschützt nach § 2 DSchG  |    |
|                | Stadtwohndoppelhaus mit Vorgarten                                 | Lameystraße 44/46 (Flst.-Nr. 6409/10, 6409/11)                                                                                          | 1911                        | Geschützt nach § 2 DSchG  |    |
|                | Ehemalige Villa Kopp mit Vorgarten                                | Lameystraße 61 (Flst.-Nr. 6404/12) | 1914                        | Geschützt nach § 2 DSchG  |    |
|                | Stadtwohnhaus mit Vorgarteneinfriedung                            | Lameystraße 62 (Flst.-Nr. 6419) | 1911                        | Geschützt nach § 2 DSchG  |    |
|                | Wohndoppelhaus mit Vorgarteneinfriedung                           | Lameystraße 64/66 (Flst.-Nr. 6419/1, 6419/2)                                                                                            | 1909                        | Geschützt nach § 2 DSchG  |    |
|                | Ehemalige Villa Angermann mit Vorgarteneinfriedung                | Lameystraße 65 (Flst.-Nr. 6424) | 1912                        | Geschützt nach § 2 DSchG  |    |
|                | Ehemalige Villa Beckh mit Vorgarteneinfriedung und Kutscherhaus   | Lameytraße 67/67c (Flst.-Nr. 6428, 6428/1)                                                                                              | 1906, Kutscherhaus von 1919 | Geschützt nach § 2 DSchG  |    |
|                | Stadtwohndoppelhaus mit Vorgarteneinfriedung                      | Lameystraße 72/74 (Flst.-Nr. 6420/5, 6420/6)                                                                                            | 1909                        | Geschützt nach § 2 DSchG  |    |
|                | Villa mit Vorgarteneinfriedung                                    | Lameystraße 76 (Flst.-Nr. 6421/1) | 1910                        | Geschützt nach § 2 DSchG  |    |
|                | Ehemalige Villa Schmitz mit Vorgarteneinfriedung                  | Mathystraße 16 (Flst.-Nr. 2918) | 1922                        | Geschützt nach § 2 DSchG  |    |
|                | Stadtwohndoppelhaus                                               | Mathystraße 34/36 (Flst.-Nr. 23183) | 1927                        | Geschützt nach § 2 DSchG  |    |
|                | Mühlkanal                                                         | Metzelgraben (Flst.-Nr. 561) | 1909                        | Geschützt nach § 2 DSchG  |    |
|                | Stadtwohnhaus mit Vorgarteneinfriedung                            | Nebeniusstraße 1 (Flst.-Nr. 6289/1) | 1903                        | Geschützt nach § 2 DSchG  |    |
|                | Gruppe von vier Stadtwohndoppelhäusern                            | Nebeniusstraße 3/5, 7/9, 11/13, 15/17 (Flst.-Nr. 6289/2, 6289/3, 6289/4, 6289/5, 6289/6, 6289/7, 6289/8, 6289/9)                        | 1902–05                     | Geschützt nach § 2 DSchG  |    |
|                | Stadtwohndoppelhaus                                               | Nebeniusstraße 4/6 (Flst.-Nr. 6289/16, 6289/15)                                                                                         | 1902                        | Geschützt nach § 2 DSchG  |    |
|                | Gruppe von drei Stadtwohnhäusern                                  | Nebeniusstraße 12, 14, 16 (Flst.-Nr. 6290/2, 6290/1, 6290/15)                                                                           | 1900                        | Geschützt nach § 2 DSchG  |    |
|                | Gruppe von zwei Stadtwohnhäusern                                  | Nebeniusstraße 19, 21 (Flst.-Nr. 6289/10, 6289/11)                                                                                      | 1906                        | Geschützt nach § 2 DSchG  |    |
|                | Stadtwohnhaus                                                     | Obere Rodstraße 12 (Flst.-Nr. 6397/6)                                                                                                   | 1912                        | Geschützt nach § 2 DSchG  |    |
|                | Gruppe von zwei Stadtwohndoppelhäusern mit Vorgarteneinfriedungen | Obere Rodstraße 14/16, 18/20 (Flst.-Nr. 6397/5, 6397/4, 6397/3, 6397/2)                                                                 | 1913                        | Geschützt nach § 2 DSchG  |    |
| Weitere Bilder | Evangelische Stadtkirche                                          | Rennfeldstraße 1 (Flst.-Nr. 1054/5, 1054/1), Lindenplatz                                                                                |                             | Geschützt nach § 2 DSchG  |    |
|                | Gruppe von zwei Stadtwohndoppelhäusern                            | Scheuernbergstraße 1/3, 5/7 (Flst.-Nr. 6532/6, 6532/7, 6532/8, 6532/9)                                                                  | 1898                        | Geschützt nach § 2 DSchG  |    |
|                | Zwei Eckhäuser                                                    | Scheuernbergstraße 2, 12 (Flst.-Nr. 6547, 6542)                                                                                         | 1873                        | Geschützt nach § 2 DSchG  |    |
|                | Gruppe von zwei Stadtwohnhäusern                                  | Schießhausstraße 6, 8 (Flst.-Nr. 6532/17, 6532/16)                                                                                      | 1892/96                     | Geschützt nach § 2 DSchG  |    |
|                | Stadtwohnhaus mit Vorgarteneinfriedung                            | Schulze-Delitzsch-Straße 43 (Flst.-Nr. 6813)                                                                                            | 1910                        | Geschützt nach § 2 DSchG  |    |
|                |                                                                   | |                             | Geschützt nach § 2 DSchG  |    |
|                | Gruppe von sechs Stadtwohnhäusern mit Vorgarteneinfriedungen      | Schulze-Delitzsch-Straße 45/47, 49, 51/53, 55 (Flst.-Nr. 6290/12, 6290/11, 6290/10, 6290/12, 6290/13, 6289/14)                          | 1901–02                     | Geschützt nach § 2 DSchG  |    |
|                | Gruppe von sieben Stadtwohnhäusern mit Vorgarteneinfriedungen     | Schulze-Delitzsch-Straße 44/46, 48, 50, 52/54, 56 (Flst.-Nr. 6290/6, 6816, 6817, 6818, 6290/5, 6290/3)                                  | 1900–02                     | Geschützt nach § 2 DSchG  |    |
|                | Ehemaliges Stadtwohnhaus Wankel mit Vorgarteneinfriedung          | Schwarzwaldstraße 9 (Flst.-Nr. 6343) | 1897                        | Geschützt nach § 2 DSchG  |    |
|                | Stadtwohndoppelhaus mit Vorgarteneinfriedungen                    | Schwarzwaldstraße 11/13 (Flst.-Nr. 6342/1, 6342)                                                                                        | 1898                        | Geschützt nach § 2 DSchG  |    |
|                | Stadtwohnhausgruppe mit Vorgarteneinfriedungen                    | Schwarzwaldstraße 17/19/21 (Flst.-Nr. 6338/5, 6338/4, 6338/3)                                                                           | 1899                        | Geschützt nach § 2 DSchG  |    |
|                | Ehemalige Villa Hohmann mit wandfester Ausstattung                | Schwarzwaldstraße 25 (Flst.-Nr. 21499/3)                                                                                                | 1922                        | Geschützt nach § 2 DSchG  |    |
|                | Stadtwohndoppelhaus mit Vorgarteneinfriedungen                    | Schwarzwaldstraße 32/34 (Flst.-Nr. 6289/18, 6289/17)                                                                                    | 1906                        | Geschützt nach § 2 DSchG  |    |
|                | Stadtwohndoppelhaus mit Vorgarteneinfriedungen                    | Schwarzwaldstraße 36/38 (Flst.-Nr. 7444, 7445)                                                                                          | 1902                        | Geschützt nach § 2 DSchG  |    |
|                | Stadtwohndoppelhaus mit Vorgarteneinfriedungen                    | Schwarzwaldstraße 48/50 (Flst.-Nr. 7452, 7453)                                                                                          | 1911                        | Geschützt nach § 2 DSchG  |    |
|                | Stadtwohnhausgruppe mit Vorgarteneinfriedungen                    | Schwarzwaldstraße 52/54/56 (Flst.-Nr. 7454, 7555, 7456)                                                                                 | 1912                        | Geschützt nach § 2 DSchG  |    |
|                | Ehemalige Villa Idstein mit Vorgarteneinfriedung                  | Schwarzwaldstraße 58 (Flst.-Nr. 7457)                                                                                                   | 1924                        | Geschützt nach § 2 DSchG  |    |
|                | Ehemalige Villa Elsässer mit Vorgarteneinfriedung                 | Schwarzwaldstraße 77 (Flst.-Nr. 21191/2)                                                                                                | 1927                        | Geschützt nach § 2 DSchG  |    |
|                | Wasserhochbehälter                                                | Schwarzwaldstraße 80 (Flst.-Nr. 21500)                                                                                                  | 1875                        | Geschützt nach § 2 DSchG  |    |
|                | Trafoturmstation 69 Rod                                           | Schwarzwaldstraße 80 (Flst.-Nr. 21500)                                                                                                  | 1925                        | Geschützt nach § 2 DSchG  |    |
|                | Wasserturm Rod mit ehemaligem Aufseherhaus                        | Schwarzwaldstraße 82 (Flst.-Nr. 23766)                                                                                                  | 1900                        | Geschützt nach § 2 DSchG  |    |
|                | Brunnen auf dem Sedanplatz                                        | Sedanplatz (Flst.-Nr. 1259) | 1956                        | Geschützt nach § 2 DSchG  |    |
| Weitere Bilder | Grünanlage mit Wegen und Brunnenresten                            | Stadtgarten (Flst.-Nr. 1443/1) | 1885                        | Geschützt nach § 2 DSchG  |    |
| Weitere Bilder | Bismarck-Denkmal                                                  | Stadtgarten (Flst.-Nr. 1443/1) | 1900                        | Geschützt nach § 2 DSchG  |    |
| Weitere Bilder | Schneckenreiter                                                   | Stadtgarten (Flst.-Nr. 1443/1) | 1928                        | Geschützt nach § 2 DSchG  |    |
|                | Schildkrötenreiter                                                | Stadtgarten (Flst.-Nr. 1443/1) | 1913                        | Geschützt nach § 2 DSchG  |    |
|                | Schmuckfabrik Ehrmann                                             | Wörthstraße 5 (Flst.-Nr. 1228/1) | 1950                        | Geschützt nach § 2 DSchG  |    |